# 김종철 (1970년)
김종철(金鍾哲, 1970년 10월 15일 ~ )은 대한민국의 정치인이다. 정의당의 대표를 지냈다.

## 학력
- 1986년 중경고등학교
- 1990년 서울대학교 경제학 학사

## 생애
1970년 서울특별시 용산구 이촌동에서 3남 중 셋째로 태어났다. 어려운 형편 속에서도 공부를 잘 했던지 서울대학교에 입학해 경제학과를 졸업해서 정계에 입문할 기회를 얻었다.이후 정의당 대표까지 지냈다. 하지만 장혜영 정의당 당시 국회의원에 대한 성추행 사건을 일으켰고, 당대표 취임 후 수백억 횡령과 109일 만인 2021년 1월 25일 직위해제(사퇴)되었으며, 1월 28일 정의당에서 제명되었다.

## 경력
- 2003년 5월 민주노동당 용산지구당 위원장
- 2004년 4월 민주노동당 대변인
- 2004년 6월 민주노동당 일반부문 최고위원
- 2004년 6월~2007년 민주노동당 중앙연수원 원장
- 2009년~2012년 진보신당 동작구당원협의회 위원장
- 2010년~2011년 진보신당 대변인
- 2011년 10월 박원순 서울시장 후보 동작구 공동선대위원장
- 2011년 11월~2012년 12월 진보신당 부대표
- 2013년~2015년 노동당 동작구당원협의회 위원장
- 2015년 11월~2016년 6월 정의당 서울특별시당 공동위원장
- 2015년 11월~2016년 10월 정의당 서울특별시당 동작구위원회 공동위원장
- 2016년 6월~2018년 7월 정의당 노회찬 원내대표 비서실장
- 정의당 윤소하 원내대표 비서실장
- 정의당 21대 총선 선거대책위원회 대변인
- 2020년 5월 정의당 선임대변인
- 2020년 10월~2021년 1월 제6대 정의당 당대표[4]

## 가족
- 슬하 1남

## 소속 정당
| 소속 정당 | 소속 정당      | 소속 기간 | 비고      |
| --------- | -------------- | --------- | --------- |
|           | 건설국민승리21 | 1999      | 정계 입문 |
|           | 무소속         | 1999~2000 | 탈당      |
|           | 민주노동당     | 2000~2007 | 창당      |
|           | 무소속         | 2007~2008 | 탈당      |
|           | 진보신당       | 2008~2012 | 창당      |
|           | 노동당         | 2012~2015 | 창당      |
|           | 무소속         | 2015      | 탈당      |
|           | 정의당         | 2015~2021 | 입당      |
|           | 무소속         | 2021~     | 제명      |

## 역대 선거 결과
|  | 9.55% |

|  | 2.97% |

|  | 2.01% |

|  | 5.14% |

|  | 1.40% |

|  | 0% |

|  | 9.67% |